# Funktionelle Gruppe

L-Tyrosin enthält eine Hydroxy-, eine Amino- und eine Carboxy-Gruppe. Damit zählt es zu den Aminosäuren und den Phenolen.

In der Organischen Chemie versteht man unter einer funktionellen Gruppe (auch charakteristische Gruppe) ein Atom oder eine Atomgruppe, die bei jedem Auftreten auch in verschiedenen Verbindungen ähnliche Stoffeigenschaften und ein ähnliches Reaktionsverhalten zeigen. Die Moleküle werden gedanklich in ein relativ unreaktives Grundgerüst und eine oder mehrere funktionelle Gruppen unterteilt. In diesem Zusammenhang wird von heterobifunktionalen Molekülen gesprochen (Beispiel: Ethanolamin) bzw. bei mehreren funktionellen Gruppen heteropolyfunktional (Beispiel: Tyrosin). Analog kann bei Molekülen mit mehreren gleichen funktionellen Gruppen von homobifunktional (Beispiel: Ethylenglycol) bzw. homopolyfunktional gesprochen werden (Beispiel: Glycerin).
Verbindungen, die gleiche funktionelle Gruppen, aber unterschiedliche Alkyl- oder Arylreste haben, werden auf Grund ihrer ähnlichen Eigenschaften zu Stoffklassen zusammengefasst.
Funktionelle Gruppen werden anhand der beteiligten Atome in funktionelle Gruppen mit Heteroatomen (meist O, N, S, P, Halogene) und solche ohne Heteroatome (z. B. C=C-Doppelbindungen, C≡C-Dreifachbindungen oder Aromaten) eingeteilt. Auch wenn Letztere manchmal nicht als „vollwertige“ funktionelle Gruppen, sondern nur als Strukturbausteine betrachtet werden, so zeigen sie doch ein besonderes und typisches Reaktionsverhalten, das die Bezeichnung funktionelle Gruppe und die jeweilige Zusammenfassung zu Stoffklassen rechtfertigt.
Im Fall von anorganischen oder metallorganischen Verbindungen werden auch einfache Alkyl- oder Arylgruppen als funktionelle Gruppen angesehen. Alle organischen Seitenketten und funktionellen Gruppen werden dann unter der allgemeinen Bezeichnung Organylgruppe zusammengefasst.
Für funktionelle Gruppen gibt es zur Vereinfachung der Schreibung in Strukturformeln und Texten Abkürzungen, die in der Liste der Abkürzungen in der organischen Chemie aufgelistet sind.

## Eigenschaften
Nach der Definition beeinflusst eine funktionelle Gruppe die chemischen und physikalischen Eigenschaften der sie enthaltenden Ausgangsverbindung meist erheblich. Die Art der Beeinflussung wird am Beispiel des Alkans Butan und drei seiner strukturellen Abkömmlinge mit gleicher Anzahl von C-Atomen vor Augen geführt:
| Struktureller Abkömmling mit gleicher Anzahl von C-Atomen | Verbindung                                                                | Halbstrukturformel   | Eigenschaften                                                            |
| --------------------------------------------------------- | ------------------------------------------------------------------------- | -------------------- | ------------------------------------------------------------------------ |
| Ausgangsverbindung                                        | Butan                                                                     | H3C–CH2–CH2–CH3      | gasförmig                                                                |
| Carboxyverbindung                                         | Butansäure, auch Buttersäure                                              | H3C–CH2–CH2–COOH     | flüssig, übelriechend, reagiert sauer                                    |
| Aminoverbindung                                           | Butan-2-amin, auch 2-Butylamin                                            | H3C–CH(NH2)–CH2–CH3  | flüssig, übelriechend, reagiert basisch                                  |
| Carboxy- und Aminoverbindung                              | 4-Aminobutansäure, auch 4-Aminobuttersäure oder γ-Aminobuttersäure (GABA) | H2N–CH2–CH2–CH2–COOH | fest, liegt in wässriger Lösung als Zwitterion H3N+–CH2–CH2–CH2–COO− vor |

## Formeln und Nomenklatur
Gemäß Vorgabe der IUPAC ist die substitutive Nomenklatur, die im Folgenden beschrieben wird, zur Benennung von Substanzen heranzuziehen. Nach dieser Nomenklatur ist die funktionelle Gruppe entweder als Vorsilbe (Präfix) oder als Endung (Suffix) im Namen der Gesamtverbindung anzugeben. Die Präfixe und Suffixe einiger funktionelle Gruppen werden aus sauerstoffhaltigen Gruppen abgeleitet, indem das O-Atom mit der funktionellen Ersetzungsnomenklatur verändert wird (z. B. -thiol aus -thio und -ol, das O-Atom wird durch Schwefel ersetzt). Für gewisse Gruppen wurde kein eigenes Präfix festgelegt, sondern es wird aus kleineren, darin enthaltenen Gruppen zusammengesetzt (z. B. bei Amiden, welche mit Präfix -oxo- und -amino- wie ein Keton und ein Amin behandelt werden).
Die IUPAC hat für die verschiedenen funktionellen Gruppen eine Rangfolge festgelegt. Die ranghöchste Gruppe wird dabei als Suffix verwendet und alle anderen, alphabetisch geordnet, als Präfixe. Die Ausnahme bilden Radikale und geladene Gruppen, die sogenannte kumulative Suffixe bilden. Die funktionellen Gruppen sind in der folgenden Tabelle nach abnehmender Priorität geordnet. Die Tabelle gibt nicht die vollständige Liste der IUPAC wieder.
Siehe auch: Nomenklatur
Es gibt unterschiedliche Bezeichnungen, je nachdem ob das angegebene Kohlenstoffatom einen Teil des Stammsystems darstellt (Darstellung: R-CXYZ) oder nicht (Darstellung: R-CXYZ). Der zweite Fall erhält die höhere Priorität. Auf ggf. notwendige Klammerungen wurde verzichtet.
Verwendete Platzhalter:
- R für einen organischen Rest
- X für Halogenide
- Z für ein beliebiges Atom außer Wasserstoff H
- # für einen Lokanten, wo sinnvoll

| Halbstrukturformel                              | Strukturformel | Stoffklasse                             | Vorsilbe (Präfix) | Endung (Suffix)                                                                                  | Beispiele                                                            |
| ----------------------------------------------- | --- | --------------------------------------- | --- | ------------------------------------------------------------------------------------------------ | -------------------------------------------------------------------- |
|                                                 | Z• bzw. Z: Z•− Z•+ | Radikale Radikalanionen Radikalkationen | keine (früher Ylo-) | -yl (Verlust eines H•) -yliden (Verlust zweier H•) u. a. m.                                      | (2,2,6,6-tetramethylpiperidin-1-yl)oxidanyl (TEMPO), Triplett-Carben |
|                                                 | Z− | Anionen                                 | keine | -id (Verlust von H+) -uid (Addition von H−) Als Endung: -at, -it                                 | Ethin-1-id (Acetlyid)                                                |
|                                                 | Z+ | Kationen                                | keine | -ylium (Verlust von H−) -ium (Addition von H+) (früher -onium)                                   | Methanaminium (Methylammonium), kationische Tenside                  |
| Säuren                                          | |                                         | |                                                                                                  |                                                                      |
| R–COOH R–COOH                                   | Allgemeine Struktur der Monocarbonsäure mit der blau markierten Carboxy-Funktion                                      | Carbonsäuren                            | Carboxy- Carboxy- (Stammhydrid wird um ein C verkürzt)                                                                                   | -carbonsäure -säure                                                                              | Butansäure (Buttersäure), Aminosäuren                                |
| R–COOOH R–COOOH                                 | Allgemeine Struktur der Peroxycarbonsäure mit dem blau markierten Peroxycarboxyl-Rest                                 | Peroxycarbonsäuren                      | Carbonoperoxoyl- #-hydroperoxy-#-oxo- | -carboperoxosäure -peroxosäure                                                                   | Ethanperoxosäure (Peroxyessigsäure)                                  |
| R–CS–OH R–CS–OH R–CO–SH R–CO–SH R–CS–SH R–CS–SH | Allgemeine Strukturen der Thiocarbonsäuren                                                                            | Thiocarbonsäuren                        | Hydroxycarbonothioyl- -#-hydroxy-#-sulfanyliden- Sulfanylcarbonyl- -#-oxo-#-sulfanyl- Sulfanylcarbonothioyl- -#-sulfanyl-#-sulfanyliden- | -carbothio-O-säure -thio-O-säure -carbothio-S-säure -thio-S-säure -carbodithiosäure -dithiosäure |                                                                      |
| R–SO2–OH                                        | Allgemeine Struktur der Sulfonsäure                                                                                   | Sulfonsäuren                            | Sulfo- | -sulfonsäure                                                                                     | z. B. Benzolsulfonsäure                                              |
| R–SO–OH                                         | Allgemeine Struktur der Sulfinsäure                                                                                   | Sulfinsäuren                            | Sulfino- | -sulfinsäure                                                                                     |                                                                      |
| R–COO−M+ R–COO−M+                               | Allgemeine Struktur von Carbonsäuresalzen                                                                             | Carbonsäuresalze                        | Metallcarboxylato- - | Metall-...-carboxylat Metall-...-oat                                                             | z. B. Acetat                                                         |
| R–SO2–O−M+                                      | Allgemeine Struktur von Sulfonsäuresalzen                                                                             | Sulfonsäuresalze                        | Metallsulfonato- | Metall-...-sulfonat                                                                              |                                                                      |
| R–SO–O−M+                                       | Allgemeine Struktur von Sulfinsäuresalzen                                                                             | Sulfinsäuresalze                        | Metallsulfinato- | Metall-...-sulfinat                                                                              |                                                                      |
| R–S–O−M+                                        | Allgemeine Struktur von Sulfensäuresalzen                                                                             | Sulfensäuresalze                        | Metallsulfenato- | Metall-...-sulfenat                                                                              |                                                                      |
| Anhydride                                       | |                                         | |                                                                                                  |                                                                      |
| R1–CO–O–CO–R2                                   | Allgemeine Struktur des Carbonsäureanhydrids                                                                          | Carbonsäureanhydride                    | - | ...-säure...-säureanhydrid bei gleichen Säuren: ...-säureanhydrid                                | z. B. Essigsäureanhydrid                                             |
| Ester                                           | |                                         | |                                                                                                  |                                                                      |
| R1–CO–O–R2                                      | Allgemeine Struktur des Carbonsäureesters                                                                             | Carbonsäureester                        | (R yl-)oxycarbonyl | (R yl-)...-carboxylat (R yl-)...-oat -                                                           | z. B. Ethylacetat                                                    |
| R1–CO–S–R2                                      | Allgemeine Struktur der Thiolester                                                                                    | Thiolester                              | R1oyl-thio- | S-R2yl-R1-thioat                                                                                 |                                                                      |
| R1–SO2–O–R2                                     | Allgemeine Struktur des Sulfonsäureesters                                                                             | Sulfonsäureester                        | (R yl-)oxysulfonyl- | (R yl-)...-sulfonat                                                                              |                                                                      |
| R–O–NO2                                         | Allgemeine Struktur des Salpetersäureesters mit der blaumarkierte Salpetersäureester-(Nitrat-)Gruppe                  | Salpetersäureester                      | | -nitrat                                                                                          | z. B. Nitroglycerin, Nitrocellulose                                  |
| Säurehalogenide und -pseudohalogenide           | |                                         | |                                                                                                  |                                                                      |
| R–CO–X R–CO–X                                   | Allgemeine Struktur der Carbonsäurehalogenide mit dem blau markierten Halogencarbonyl-Rest                            | Carbonsäurehalogenide                   | Halogencarbonyl- - | -carbonylhalogenid -oylhalogenid                                                                 | z. B. Benzoylchlorid                                                 |
| R–SO2–X                                         | Allgemeine Struktur der Sulfonsäurehalogenide mit dem blau markierten Halogensulfonyl-Rest                            | Sulfonsäurehalogenide                   | Halogensulfonyl- | -sulfonylhalogenid                                                                               |                                                                      |
| Amide                                           | |                                         | |                                                                                                  |                                                                      |
| R–CO–NH2 R–CO–NH2                               | Allgemeine Struktur der Carbonsäureamide mit dem blau markierten Carbamoyl-Rest. R = H oder Organylgruppe             | Carbonsäureamide                        | Carbamoyl- #-amino-#-oxo- | -carboxamid -amid                                                                                |                                                                      |
| R–SO2–NH2                                       | Allgemeine Struktur der Sulfonsäureamide mit dem blau markierten Sulfamoyl-Rest. R = H oder Organylgruppe             | Sulfonsäureamide                        | Sulfamoyl- | -sulfonamid                                                                                      |                                                                      |
| Hydrazide                                       | |                                         | |                                                                                                  |                                                                      |
| R–CO–NH–NH2 R–CO–NH–NH2                         | Allgemeine Struktur der Carbonsäurehydrazide mit dem blau markierten Hydrazinocarbonyl-Rest. R = H oder Organylgruppe | Carbonsäurehydrazide                    | Hydrazinocarbonyl- | -carbohydrazid -ohydrazid                                                                        |                                                                      |
| Imide                                           | |                                         | |                                                                                                  |                                                                      |
| R1–CO–NR2–CO–R3                                 | | Imide                                   | |                                                                                                  |                                                                      |
| Nitrile                                         | |                                         | |                                                                                                  |                                                                      |
| R–C≡N R–C≡N                                     | Allgemeine Struktur der Nitrile                                                                                       | Nitrile                                 | Cyan- - | -carbonitril -nitril                                                                             | z. B. Acetonitril                                                    |
| Aldehyde                                        | |                                         | |                                                                                                  |                                                                      |
| R–CO–H R–CO–H                                   | Allgemeine Struktur der Aldehyde mit der blau markierten Aldehyd-(Formyl-)Gruppe                                      | Aldehyde                                | Formyl- Oxo- | -carbaldehyd -al                                                                                 | z. B. Formaldehyd, Acetaldehyd                                       |
| R–CS–H R–CS–H                                   | Allgemeine Struktur der Thioaldehyde mit der blau markierten Thioaldehyd-Gruppe                                       | Thioaldehyde                            | Thioformyl- Thioxo- | -carbothialdehyd -thial                                                                          |                                                                      |
| Ketone                                          | |                                         | |                                                                                                  |                                                                      |
| R1–CO–R2                                        | Allgemeine Struktur der Ketone mit der blau markierten Carbonylgruppe                                                 | Ketone                                  | Oxo- | -on                                                                                              | z. B. Aceton                                                         |
| R1–CS–R2                                        | Allgemeine Struktur der Thioketone mit der blau markierten Thiocarbonylgruppe                                         | Thioketone                              | Thioxo- | -thion -thioketon                                                                                |                                                                      |
| Hydroxy-Verbindungen                            | |                                         | |                                                                                                  |                                                                      |
| R1R2–C=N–OH                                     | Allgemeine Struktur der Oxime mit der blau markierten Oximgruppe. R = H oder Organylgruppe                            | Oxime                                   | Hydroxyimino- | -aloxim -(carb)aldehydoxim -onoxim                                                               |                                                                      |
| R–OH                                            | Allgemeine Struktur der Hydroxygruppe (blau markiert)                                                                 | Alkohole und Phenole                    | Hydroxy- | -ol                                                                                              | Alkohole z. B. Methanol, Ethanol, Isopropanol, Phenol                |
| R–SH                                            | Allgemeine Struktur der Thiole mit der blau markierten Thio-(Mercapto-)Gruppe                                         | Thiole                                  | Sulfanyl- alt: Mercapto- | -thiol -mercaptan                                                                                | Thioalkohole, Thiophenole z. B. Methylmercaptan                      |
| Hydroperoxide                                   | |                                         | |                                                                                                  |                                                                      |
| R–OOH                                           | Allgemeine Struktur der Hydroperoxide                                                                                 | Hydroperoxide                           | Hydroperoxy- | -peroxol                                                                                         |                                                                      |
| R–O–SH                                          | |                                         | OS-Thioperoxy- | -OS-thioperoxol                                                                                  |                                                                      |
| R–S–OH                                          | Allgemeine Struktur der Sulfensäure                                                                                   | Sulfensäuren                            | SO-Thioperoxy- | -SO-thioperoxol (früher -sulfensäure)                                                            |                                                                      |
| Amine                                           | |                                         | |                                                                                                  |                                                                      |
| R–NH2                                           | Allgemeine Struktur der Amine mit der blau markierten Amino-Gruppe                                                    | Amine                                   | Amino- | -amin                                                                                            | z. B. Anilin, Aminosäuren                                            |
| Imine                                           | |                                         | |                                                                                                  |                                                                      |
| R1R2–C=N–R3                                     | Allgemeine Struktur der Imine mit der blau markierten Imino-Gruppe. R = H oder Organylgruppe                          | Imine                                   | Imino- | -imin                                                                                            |                                                                      |
| R1R2–C=N–NH2                                    | Allgemeine Struktur der Hydrazone mit der blau markierten Hydrazo-Gruppe. R = H oder Organylgruppe                    | Hydrazone                               | Hydrazono- | -alhydrazon -(carb)aldehydhydrazon -onhydrazon                                                   |                                                                      |

### Funktionelle Gruppen benannt aufgrund der Rangfolge der Atome
Die folgenden funktionellen Gruppen bestimmen den Namen des Stammsystems. Ihre Rangfolge nimmt in dieser Reihenfolge ab: N (ohne oben genannte funktionelle Gruppen) > P > As > Sb > Bi > Si > Ge > Sn > Pb > B > Al > Ga > In > Tl > O (ohne oben genannte funktionelle Gruppen, Peroxide und Ether) > S (ohne Sulfide und Disulfide) > Se > Te > Halogenverbindungen mit mehr als zwei  Atomen in der Kette > C > Ether, Sulfide, Sulfoxide, Sulfone > Peroxide > Halogenverbindungen mit einzelnen Halogenatomen.
| Halbstrukturformel | Strukturformel                                                             | Stoffklasse     | Stammsystem | Beispiele                                |
| ------------------ | -------------------------------------------------------------------------- | --------------- | ----------- | ---------------------------------------- |
| R–NH–NH2           | Allgemeine Struktur der Hydrazine mit der blau markierten Hydrazino-Gruppe | Hydrazine       | Hydrazin    | Methylhydrazin                           |
| R1–NN–R2           | Allgemeine Struktur der Azoverbindungen mit der blaumarkierten Azo-Gruppe  | Azoverbindungen | Diazen      | Diphenyldiazen (Azobenzol) Azofarbstoffe |
| R–C=C–R            | Doppelbindung                                                              | Alkene          | Ethen       | Ethen, Buta-1,3-dien                     |
| R–C≡C–R            | Dreifachbindung                                                            | Alkine          | Ethin       | Ethin                                    |

### Nur mit Vorsilben bezeichnete funktionelle Gruppen
Grundsätzlich nur als Vorsilben (Präfixe) werden folgende funktionelle Gruppen verwendet. Sie haben keine Rangfolge, werden jedoch alphabetisch im Namen eingefügt. Die Tabelle ist nicht vollständig.
| Halbstrukturformel | Strukturformel                                                                                          | Stoffklasse               | Vorsilbe                                                                                      | Beispiele                                             |
| ------------------ | --- | ------------------------- | --------------------------------------------------------------------------------------------- | ----------------------------------------------------- |
| R–X                | Allgemeine Struktur der Halogenkohlenwasserstoffe mit blaumarkierten Halogen = F, Cl, Br, I             | Halogenkohlenwasserstoffe | Halogen-                                                                                      | Fluorchlorkohlenwasserstoffe z. B. Frigen, Chloroform |
| R1–O–R2            | Allgemeine Struktur der Ether                                                                           | Ether                     | (R2yl)-oxy- (R = C1 - C4: ohne -yl) Nach radikofunktioneller Nomenklatur: (R1yl)-(R2yl)-ether | Ethoxyethan (Diethylether), Dioxan                    |
| R1–S–R2            | Allgemeine Struktur der Thioether                                                                       | Thioether                 | (R2yl)-sulfanyl- (früher -thio-) Nach radikofunktioneller Nomenklatur: (R1yl)-(R2yl)-sulfid   | Methylsulfanylmethan (Dimethylsulfid)                 |
| R1–SO–R2           | Allgemeine Struktur von Sulfoxiden mit der blau markiertenSulfinylgruppe                                | Sulfoxide                 | sulfinyl-                                                                                     | z. B. Dimethylsulfoxid                                |
| R1–OO–R2           | Allgemeine Struktur der Peroxide mit der blaumarkierten Peroxid-Gruppe                                  | Peroxide                  | (R-)dioxy-                                                                                    |                                                       |
| R1R2–CNN           | Allgemeine Struktur der Diazoverbindungen mit der blaumarkierten Diazo-Gruppe. R = H oder Organylgruppe | Diazoverbindungen         | Diazo-                                                                                        | z. B. Diazomethan                                     |
| R–NCO              | Allgemeine Struktur der Isocyanate                                                                      | Isocyanate                | Isocyanato-                                                                                   |                                                       |
| R–NCS              | Allgemeine Struktur der Isothiocyanate                                                                  | Isothiocyanate            | Isothiocyanato-                                                                               |                                                       |
| R–NC               | Allgemeine Struktur der Isocyanide                                                                      | Isocyanide                | Isocyan-                                                                                      |                                                       |
| R–NO               | Allgemeine Struktur der Nitrosoverbindungen mit der blaumarkierten Nitroso-Gruppe                       | Nitrosoverbindungen       | Nitrosyl-                                                                                     |                                                       |
| R–NO2              | Allgemeine Struktur der Nitroverbindungen mit der blaumarkierten Nitro-Gruppe                           | Nitroverbindungen         | Nitro-                                                                                        | Nitrite z. B. Trinitrotoluol (TNT)                    |
| R–NN+ Z−           | Allgemeine Struktur der Diazoniumsalze mit einem nicht näher spezifizierten Anion Z                     | Diazoniumsalze            | Diazonium-                                                                                    |                                                       |
| R–OCN              | Allgemeine Struktur der Cyanate                                                                         | Cyanate                   | Cyanato-                                                                                      |                                                       |
| R–SCN              | Allgemeine Struktur der Thiocyanate                                                                     | Thiocyanate               | Thiocyanato-                                                                                  |                                                       |

## Alternative Nomenklatursysteme
Neben diesem Nomenklatursystem gibt es noch weitere, weniger gebräuchliche oder veraltete Nomenklatursysteme. Eines davon ist z. B. die radikofunktionelle Nomenklatur, nach der z. B. Chlormethan als Methylchlorid oder Ethanol als Ethylalkohol bezeichnet werden.